# رابرت کلارک (بازیکن فوتبال، زاده ۱۹۰۳)
رابرت کلارک (انگلیسی: Robert Clark; ۶ فوریهٔ ۱۹۰۳ – 1970 (aged 66-67)) بازیکن فوتبال اهل بریتانیا بود.
از باشگاه‌هایی که در آن بازی کرده‌است می‌توان به باشگاه فوتبال ناتینگهام فارست، باشگاه فوتبال لیورپول، و باشگاه فوتبال نیوکاسل یونایتد اشاره کرد.